# Dennis Alberts
Dennis Alberts is een personage uit de Nederlandse soapserie Goede tijden, slechte tijden.

## Casting
Voor de rol van Laura werd na tijden in 2002 weer een nieuwe liefdesverhaal geschreven. Het zou moeten gaan om een jongeman van midden 20, iemand die haar zoon had kunnen zijn. Na vele audities werd model Koert-Jan de Bruijn gecast als Dennis. De Bruijn was een jaar eerder gecast in Goudkust voor een vaste rol, maar die soap werd diezelfde maand nog stopgezet. Hoewel de rol in eerste instantie bedoeld was al een grote gastrol voor enkele maanden, werd hij door de aankomende leegloop wel geïntroduceerd als vaste castlid. Door de groeiende populariteit van De Bruijn werd de rol van Dennis steeds uitgebreider. In 2004 verlaat De Bruijn tijdelijk de set voor zijn rol in de musical De Jantjes. Begin 2005 keert De Bruijn weer terug, maar zijn rol werd vanaf dat moment helemaal veranderd, waarbij bleek dat zijn personage als baby is verwisseld met Arnie Alberts. Deze omslag was vooral omdat het oorspronkelijke personage uitgespeeld was. Door de populariteit en het spel van De Bruijn, wilden de producenten echter nog geen afscheid van hem nemen. Op 2 oktober 2008 verlaat De Bruijn de serie, om zich meer te gaan richten op presentatie. De Bruijn maakt tussen 29 januari en 6 februari 2009 nog een korte comeback om afscheid te nemen van zijn stervende ex-vrouw Anita.

## Verhaallijn
Dennis arriveerde als monteur in Meerdijk. Hij kreeg een relatie met Laura Selmhorst, met wie hij later trouwde. Laura baarde een zoon, Sil, maar Dennis verliet haar toen het kind van Robert Alberts bleek te zijn. Dennis verloor zijn geheugen nadat hij in een coma geraakt was. Hij besloot zijn vader op te zoeken, waardoor Laura ontdekte dat Guus Roberts en Laura's zoon Arnie na de geboorte had verwisseld: Dennis bleek haar zoon te zijn. In 2006  kreeg Dennis opnieuw een grote schok te verduren toen bleek dat hij een 16-jarige zoon had. In november 2007 trouwde hij met Anita Dendermonde, vlak nadat zij er bijna met Rik de Jong vandoor was gegaan.
Het huwelijk was van het begin af aan echter geen overweldigend succes, mede doordat Anita's verleden met Rik een grote rol bleef spelen (deels vanwege hun dochter Rikki). Uiteindelijk trok Rik zich terug, maar Dennis bleef jaloers en zag vaak spookbeelden. Hij was continu bang dat Anita vreemd zou gaan en de twee hadden ook vaak ruzie om Rik (al wist hij daar niets van): hij beschuldigde haar ervan nog steeds van Rik te houden en zich niet van hem los te kunnen maken, en zij beschuldigde hem ervan dat hij dingen zag die er niet waren. Net nadat Dennis hiervoor in therapie was gegaan, biechtte Anita hem op nog steeds van Rik te houden en ook nog te veel om op dezelfde manier van hem te kunnen houden. Dit was een enorme klap in Dennis' gezicht, omdat hij het blijkbaar al die tijd wel degelijk bij het rechte eind had gehad. De twee zijn gescheiden.
Zijn ex-vrouw Anita Dendermonde raakte vlak na haar scheiding in verwachting van Rik de Jong en vlak daarna vroeg Rik haar ten huwelijk, wat Dennis Alberts tijdens een dronken bui opving. Hij gooide hen vervolgens in een woedeaanval van het balkon, waarna Anita en Rik gewond raakten en Anita haar baby verloor.
Dennis vertrok in oktober 2008 naar Japan om in de buurt van zijn vader Robert Alberts te gaan wonen, die in de zomer van 2008 al voorgoed naar Tokio vertrokken was. Toen Anita begin 2009 overleed, kwam Dennis hiervoor tijdelijk naar Nederland terug.

## Familiebetrekkingen
- Geert Alberts (grootvader; overleden)
- Marie Alberts (grootmoeder; overleden)
- Justus Alberts (oudoom; overleden)
- Brenda Alberts (oudtante; overleden)
- Robert Alberts (vader)
- Laura Selmhorst (moeder)
- Arnie Alberts (geadopteerde broer; overleden)
- Charlotte Alberts (zus; overleden)
- Sil Selmhorst (broer)
- Milan Alberts (vaderlijke halfbroer)
- Daantje Mus (vaderlijke halfzus)
- Julian Verduyn (pleegbroer)
- Jef Alberts (oom)
- John Alberts (neef; overleden)
- Dian Alberts (nicht; overleden)
- Remco Terhorst (neef)
- Jonas Alberts (neef; overleden)
- Jeffrey Alberts (achterneef; overleden)

### Kinderen
- Noud Alberts (zoon, met Mirella Mulder)